# ТУ6
ТУ6 (Тепловоз Вузькоколійний, тип 6) — радянський тепловоз для колії 750 — 1067 мм.

## ТУ6
Будувалися з 1964 року на ІМЗ (малої потужності, з гідропередачою), у 1968—1971 — на КМЗ (з механічною передачею). Кузов був аналогічний кузову тепловоза ТУ4. Кількість випущених машин — близько 150. У 2011 році на Горбачевському лісопункті Бабаєвського ліспромгоспу Вологодської області, з більш ніж тридцяти одиниць, залишається в робочому стані не більше восьми, з них: два — ТУ6, один — ТУ8Г, два — ТУ7 і один — ТУ8.
Станом на липень 2021 року робочих тепловозів не залишилось[джерело?].

## ТУ6М
Даний мотовоз був експериментальною версією для однієї з торфовозних вузькоколійок. Було випущено 8 екземплярів.

## ТУ6А

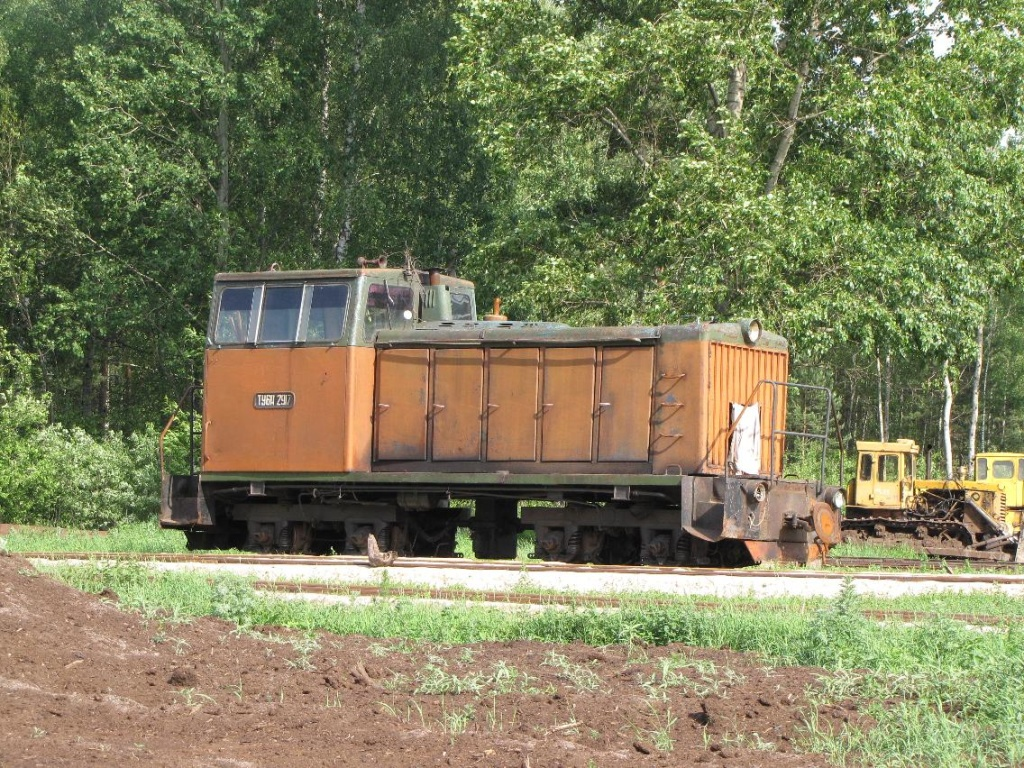
тепловоз ТУ6А

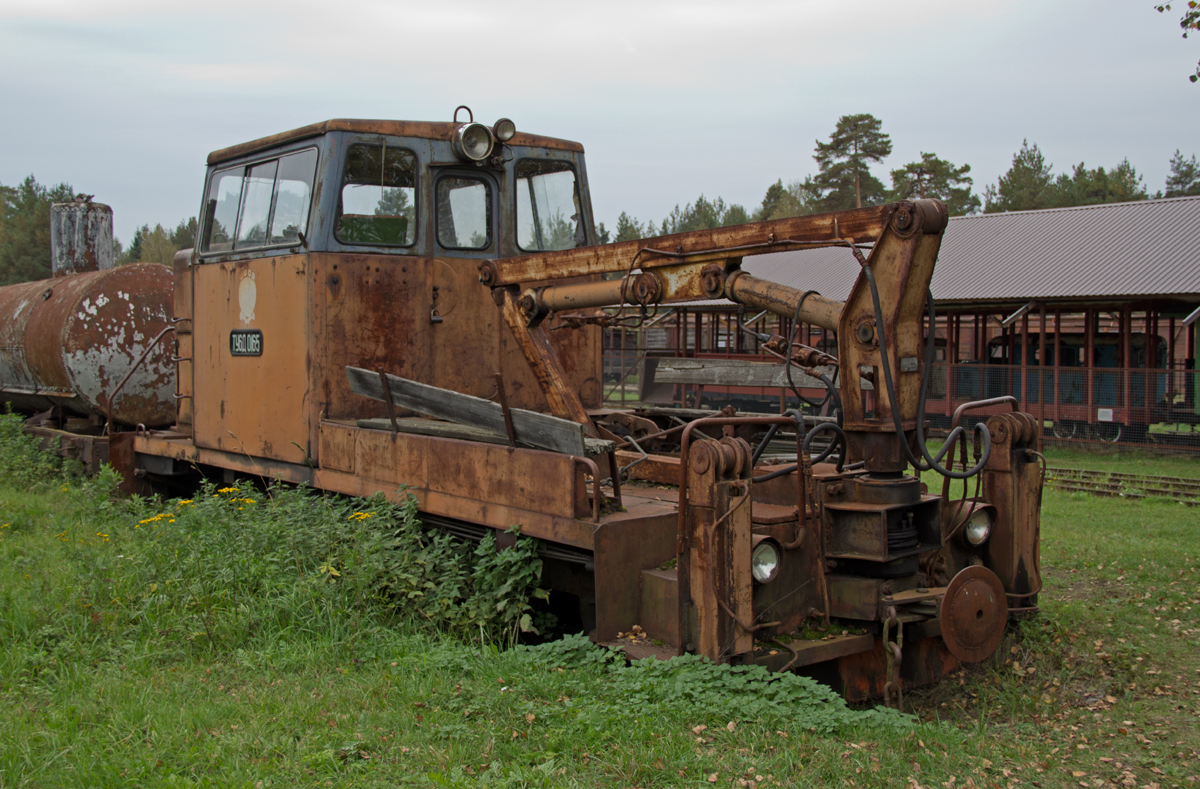
Тепловоз-дрезина ТУ6Д

### Історія створення

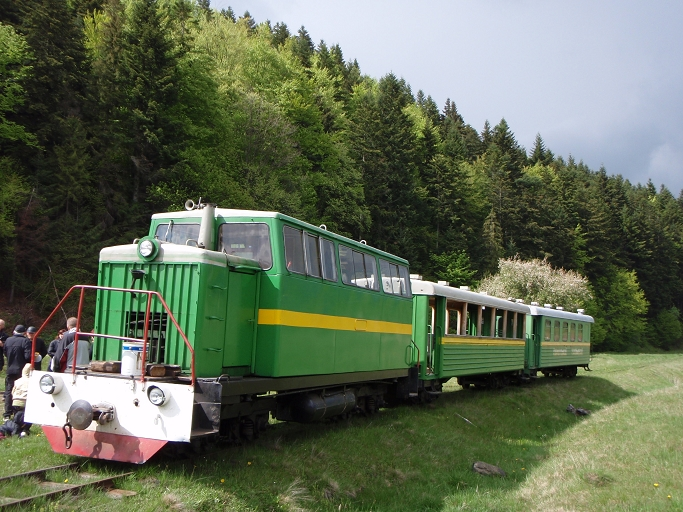
Пасажирська дрезина ТУ6П на Вигодській УЖД

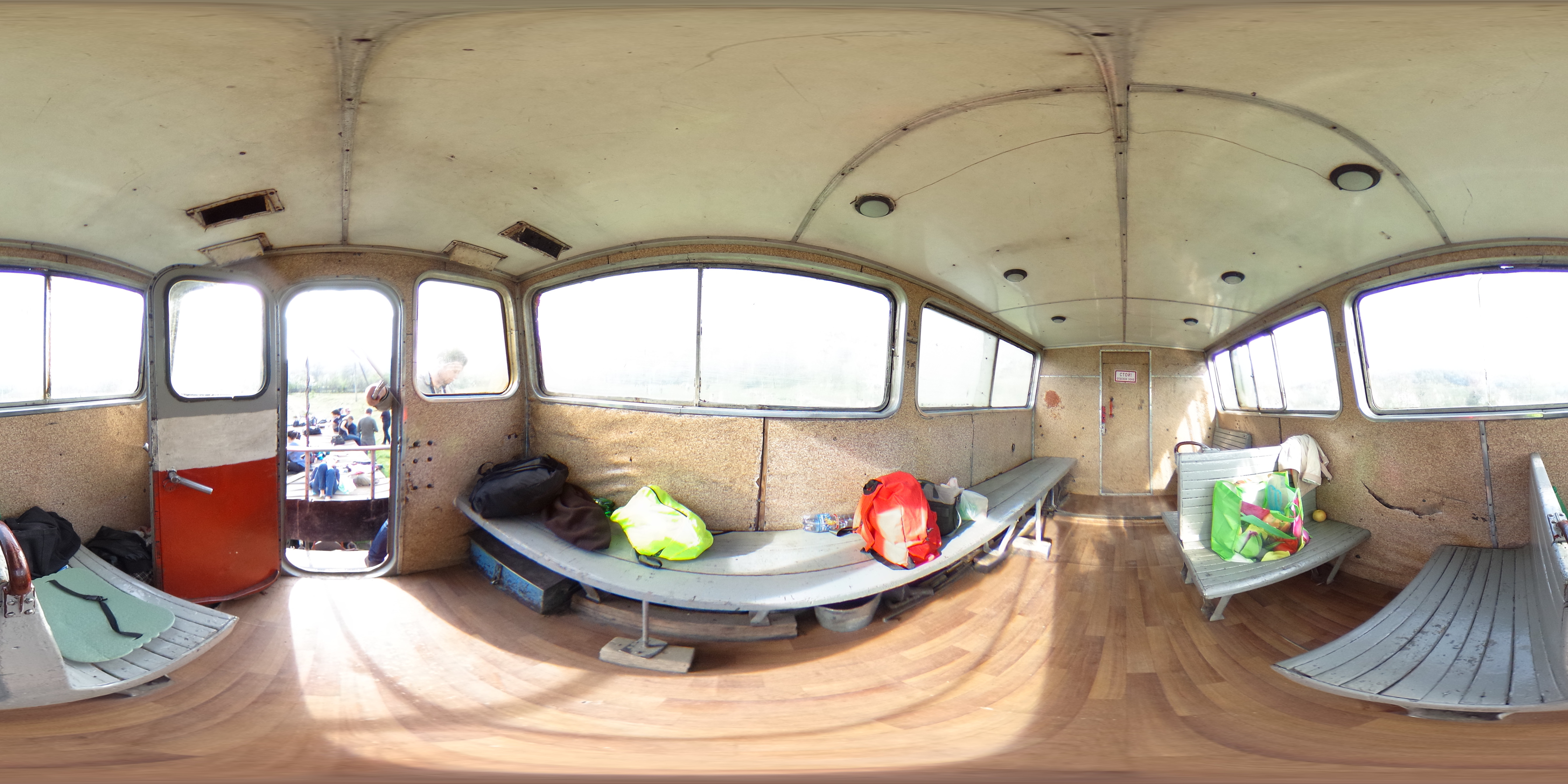
Салон ТУ6П на Апшеронській УЖД

Виробництво тепловоза ТУ6А було освоєно КМЗ у 1973 році. Тепловоз є вдосконаленим варіантом ТУ6. Слід зазначити, що індекс «А» не є абревіатурою і ніяк не розшифровується. Тепловоз ТУ6А не мав наскрізну нумерацію з ТУ6 (тобто, існували тепловози ТУ6-0001 і ТУ6А-0001). Нова машина вигідно відрізнялася від єдиної на той час масової моделі вузькоколійного тепловоза ТУ4 наявністю механічної передачі — відносно простої в обслуговуванні, у порівнянні з «гідравлікою». Спочатку кузов був уніфікований з кузовом тепловоза ТУ4. З середини 1970-х років зовнішній вигляд тепловоза радикально змінився — відбулася уніфікація з ТУ7. З якого номера тепловози стали випускатися в так званому «уніфікованому» варіанті (в кузові, аналогічному кузову ТУ7) — з достовірністю поки ще не відомо. Це сталося в діапазоні номерів 0459 — 0470. Виробництво було припинено 1988 року. Останній випущений тепловоз — ТУ6А-3915 (станом на 2005 рік, він знаходився на Куликовській вузькоколійній залізниці). Зараз ТУ6А — наймасовіший локомотив на вузькоколійних залізницях Росії.
ТУ6А-2360 був єдиним тепловозом, що експлуатувався на дитячих залізницях. На Ярославльську ДЗ він поступив у 1982 році з ХПЗ в Вологодській області. 19 серпня 2009 року тепловоз був списаний і порізаний на території ТЧЕ-1 Ярославль-Головний, до якого і був офіційно приписаний.
ТУ6А — тепловоз з механічною передачею, призначений для виконання маневрової роботи та обслуговування вантажних і пасажирських поїздів на залізницях з шириною колії 750 мм і промислових підприємствах. Кабіна машиніста має теплоізоляцію і хорошу оглядовість, для обігріву кабіни передбачений спеціальний обігрівач.
Технічні характеристики
- База візка — 1 400 мм
- Передача — механічна, 5-ти ступінчаста, ЯМЗ-236Л
- Службова маса — 14 000 кг
- Максимальна швидкість — 42 км/год
- Мінімальний радіус прохідних кривих — 40 м
- Місткість заправних ємностей, кг:

— паливо — 450
— масло в системі дизеля — 16,5
— запас піску — 400
- Марка двигуна — ЯАЗ-204а
- Номінальна потужність двигуна — 93,5 (127) кВт (л. с.)
- Габаритні розміри автопоїзда, мм:

— довжина по осях зчіпних приладів — 8 490
— найбільша ширина — 2 550
— найбільша висота від головки рейки — 3 495
- Тепловоз випускався з буферними зчіпними приладами, але міг бути обладнаний і автозчепом.

### Модернізації тепловоза ТУ6А
На базі тепловоза ТУ6А створені:
- Тепловоз-енергоагрегат ТУ6СПА, для пересування і енергопостачання будремпоїздів.
- Тепловоз-дрезина ТУ6Д, оснащена вантажопідйомним гідравлічним краном.
- Пасажирська дрезина ТУ6П, для перевезення інженерно-технічного персоналу і робітників.